# Kennedy and Heidi
"Kennedy and Heidi" je 83. epizoda HBO-ove televizijske serije Obitelj Soprano. To je šesta epizoda drugog dijela šeste sezone, odnosno 18. ukupno u šestoj sezoni serije. Napisali su je Matthew Weiner i David Chase, režirao Alan Taylor, a originalno je emitirana 13. svibnja 2007.

## Radnja
Šefovi obitelji iz New Yorka i New Jerseyja sastaju se radi dogovora oko uklanjanja azbesta s građevinskog projekta. Phil je uzrujan jer nije znao da Tony odbacuje azbest. Tony izjavljuje kako je trebao znati da je ta vrsta aktivnosti status quo, te sugerira da bi posljedice trebale biti minimalne. Phil se ne slaže, zatraživši 25 posto od onoga što dobiju za ilegalno odbacivanje otpada, ali Tony odbije ponudu. 
Nakon neuspješnog sastanka, Tony i Christopher voze se kući po zavojitoj cesti i razgovaraju o događajima iz prošle godine, uključujući Tonyjevo ranjavanje od strane Strica Juniora. Namještajući radio u autu, Christopher prijeđe u suprotni trak, umalo udarivši auto u kojem se nalaze dvije tinejdžerice, Kennedy i Heidi. Christopherov terenac izbjegne nadolazeće vozilo, ali skrene s ceste i prevrne se nekoliko puta. 
Tony, koji je vezan sigurnosnim pojasom, preptrpi manje ozljede. Christopher je teško ozlijeđen te ima poteškoća s disanjem, iskašljavajući krv. Vidno dezorijentiran, kaže Tonyju da "nazove taksi", rekavši mu kako neće proći test na drogu te izgubiti vozačku dozvolu. Tony, ljut, potresen i smeten, izađe iz auta, odšepavši do vozačke strane i počne nazivati 9-1-1 kad primijeti kako je tijekom nesreće drvo probilo staklo i zabilo se u dječju sjedalicu. Sklopi mobitel, priđe Christopheru i začepi mu nosnice, ugušivši ga.
Tonyja odvoze u hitnu pomoć u Denvilleu, gdje nazove Carmelu kako bi joj rekao za nesreću. Uz nekoliko manjih ogrebotina, Tony sljedećeg jutra dolazi kući, gdje ga posjećuju brojni članovi zločinačke obitelji koji lamentiraju nad Christopherovom smrću. Tony je ambivalentan prema Christopherovoj smrti te sanja kako priznaje dr. Melfi da je ubio Big Pussyja Bonpensiera, svoga rođaka Tonyja Blundetta i Christophera. U stvarnosti, Tony ne uspijeva razgovarati o svojim pravim osjećajima o Christopherovoj smrti, tek natuknuvši Carmeli kako mu je laknulo. 
Tijekom priprema za Christopherovo bdijenje, Tony čuje kako je umrla Pauliejeva majka posvojiteljica, Nucci Gualtieri. Obitelj Soprano i suradnici okupljaju se na Christopherovu bdijenju, odjeveni u raskošna prigodna odijela, a Tonyju se gadi razmetljivo pokazivanje mafijaške tuge. U međuvremenu, Nuccino bdijenje je slabo posjećeno, što uzruja Paulieja, koji to kasnije priznaje Tonyju.
A.J. provodi vrijeme na Rutgers s Jasonom Parisijem, Jasonom Gervasijem i Markom Iscarom. Otkriva se kako je dečku kojeg su mučili amputirano nekoliko nožnih prstiju. Gervasi neoprezno otvori vrata svoga auta, u koja se zabije somalijski student na biciklu. A.J.-evi prijatelji pretuku studenta, nazvavši ga "crnjom". Iako A.J. ne pomaže prijateljima u premlaćivanju, odgurne mladića na pod, gdje biva pretučen. Jedan od mladića zatim baci bicikl pred nadolazeće vozilo koje ga uništi. Incident uzruja A.J.-a, o čemu kasnije govori svojem terapeutu.
A.J. kaže svojem terapeutu kako je opet počeo pohađati fakultetsku nastavu te da ga posebno zanima predmet o povijesti Bliskoistočnog sukoba. Pokazujući zanimanje, A.J. primjećuje da "nitko ne zna što ga je potaknulo". Povezavši dugogodišnji sukob između Arapa i Židova te rasizam koji vlada u njegovoj okolini, odnosno premlaćivanje tamnoputog studenta i prekid sa svojom tamnoputom djevojkom Blancom, A.J. se uznemiri. Na kraju citira Rodneyja Kinga, "Zar se svi jednostavno ne možemo slagati?"
Pun frustracija zbog iskazivanja tuge nad Christopherovom smrću, Tony sređuje let za Las Vegas privatnim avionom. U Vegasu, Tony prima telefonski poziv od Phila Leotarda, koji mu izrazi sućut za Christophera, iako ne popušta po pitanju odlaganja azbesta. Tony se sastaje sa Sonyom, egzotičnom plesačicom s kojom je Christopher znao provoditi vrijeme. Kaže joj kako je Christopher poginuo, a ona mu se pridruži u njegovu izletu u Vegasu. Kasnije se upuštaju u seks, puše marihuanu te uzimaju drogu, a pijani Tony osvoji gomilu novca na ruletu. Vjerujući kako je njegov nesretni niz završio, promrmlja, "Mrtav je", te se počne grohotom smijati i padne na pod. Par odlazi u pustinju. Tony ugleda kako sunce svjetluca u daljini. Ustane i krene prema njemu. Dok plače i smije se, povikne u sunce, "Shvaćam!"

## Glavni glumci
- James Gandolfini kao Tony Soprano
- Lorraine Bracco kao dr. Jennifer Melfi
- Edie Falco kao Carmela Soprano
- Michael Imperioli kao Christopher Moltisanti
- Dominic Chianese kao Corrado Soprano, Jr. (samo potpisan)
- Steven Van Zandt kao Silvio Dante
- Tony Sirico kao Paulie Gualtieri
- Robert Iler kao A.J. Soprano
- Jamie-Lynn Sigler kao Meadow Soprano
- Aida Turturro kao Janice Soprano
- Steve Schirripa kao Bobby Baccalieri
- Frank Vincent kao Phil Leotardo
- John Ventimiglia kao Artie Bucco
- Kathrine Narducci kao Charmaine Bucco
- Ray Abruzzo kao Little Carmine
- Dan Grimaldi kao Patsy Parisi
- Sharon Angela kao Rosalie Aprile
- Carl Capotorto kao Little Paulie Germani
- Max Casella kao Benny Fazio

### Gostujući glumci
- Christiana Anbri kao Heidi
- Gregory Antonacci kao Butch DeConcini
- Daniel Baldwin kao on sam
- Bambadjan Bamba kao biciklist
- Denise Borino-Quinn kao Ginny Sacrimoni
- Elizabeth Bracco kao Marie Spatafore
- Chris Bashinelli kao Kevin
- Leah Bezozo kao Kennedy
- Cara Buono kao Kelli Moltisanti
- Lindsay Campbell kao profesor Kline
- John Cenatiempo kao Anthony Maffei
- John "Cha Cha" Ciarcia kao Albie Cianflone
- Michael Countryman kao dr. Richard Vogel
- Michael Drayer kao Jason Parisi
- Ray DeMattis kao Gerry Gaultieri
- William DeMeo kao Jason Molinaro
- Elizabeth Dennis kao Andrea
- John Di Domenico kao Howie Reinstein
- Danielle Di Vecchio kao Barbara Giglione
- Frances Ensemplare kao Nucci Gualtieri
- Alexander Flores kao dječak
- Edward Furs kao vozač
- Frank John Hughes kao Walden Belfiore
- Phyllis Kay kao Rita Lombardo
- Mark La Mura kao Alan Kaplan
- Jonathan LaPaglia kao on sam
- Luis Lassen kao stariji radnik
- Marianne Leone Cooper kao Joanne Moltisanti
- Igor Litwinowicz kao Karyl
- Jeffrey M. Marchetti kao Peter LaRosa
- Julianna Margulies kao Julianna Skiff
- Michelle Maryk kao Jo Lewis
- Laura Mills McClatchy kao krupje #1
- Arthur Nascarella kao Carlo Gervasi
- Vinnie Orofino kao Bryan Spatafore
- Dennis Paladino kao Al Lombardo
- Artie Pasquale kao Burt Gervasi
- Dina Pearlman kao Ellen Reinstein
- Joey Perillo kao John Stefano
- Miceky Pizzo kao Sal Pisano
- Joe Pucillo kao Beppy Scerbo
- Joselin Reyes kao medicinska sestra Rosario
- Anthony J. Ribustello kao Dante Greco
- Al Roffe kao upravitelj operacija
- Sejal Shah kao Chandrakanta Pisano
- Sarah Shahi kao Sonya Aragon
- Ryan Sullivan kao Jason Gervasi
- Zuzanna Szadkowski kao Elżbieta
- Maureen Van Zandt kao Gabriella Dante
- Ed Vassallo kao Tom Giglione
- Marc Wolf kao Mark Lewis
- John Wu kao Morgan Yam
- Gregory Zaragoza kao krupje #2

## Umrli
- Christopher Moltisanti: ugušen od strane Tonyja nakon teške prometne nesreće.
- Marianucci Gualtieri: moždani udar.

## Naslovna referenca
- Kennedy i Heidi su imena tinejdžerica koje voze auto koje se umalo ne sudara s Christopherovim vozilom. Heidi odbija stati nakon nesreće jer bi mogla izgubiti vozačku dozvolu.

## Nagrade
- Sljedeći su glumci ovu epizodu ponudili kao predstavnicu na dodjeli Emmyja 2007.: Julianna Margulies (Julianna Skiff), Cara Buono (Kelli Moltisanti), Marianne Leone Cooper (Joanne Moltisanti), Maureen Van Zandt (Gabriella Dante), John Ventimiglia (Artie Bucco) i Sarah Shahi (Sonya Aragon).
- Redatelj epizode Alan Taylor osvojio je Emmy za najbolju režiju dramske serije.

## Reference na prošle epizode
- U epizodi "Mayham", Tony gleda bljeskove svjetla na horizontu u svojem snu u komi. U jednoj sceni on pita što su ti bljeskovi, ali ne čuje odgovor. U ovoj epizodi Tony gleda slične bljeskove zalazećeg sunca. Nakon toga, Tony uzvikne, "Shvaćam!"
- U prethodnoj epizodi, "Walk Like a Man", Tony pjeva "Comfortably Numb" Pink Floyda. Verziju pjesme sa soundtracka za film Pokojni Christopher pušta u automobilu netom prije nesreće. (Brad Grey, jedan od producenata serije, također je producent Pokojnih).
- Christopher i Tony se voze u crnom Cadillac Escaladeu, koji se prevrće. U epizodi "Irregular Around the Margins", Tony i Adriana prevrću se u crnom Cadillac Escaladeu, što je izazvalo napetost u odnosu između Christophera i Tonyja.
- Prije scene u kojoj se Christopherova smrt potvrđuje Kelli, čuje se glasanje vrane prije nego što Silvio i Paulie ulaze u Tonyjevu sobu kako bi mu izrazili sućut. Christopher je ugledao vranu kad je postajao član obitelji u epizodi "Fortunate Son", što je interpretirao kao loš predznak.

## Reference na druge medije
- Scena premlaćivanja somalijskog studenta očigledna je referenca na gotovo jednaku scenu iz filma Priča iz Bronxa u kojoj mladi rasistički nastrojeni američki Talijani premlaćuju skupinu crnaca koji prolaze na biciklima kroz talijansku četvrt. U filmu protagonist, mladić Calogero, zaljubljen u mladu crnkinju, nemoćno gleda kako njegovi prijatelji premlaćuju svoje crnopute vršnjake, od kojih je jedan i brat djevojke u koju je zaljubljen. U epizodi A.J. isto tako gleda sa strane; on je bio u vezi s Portorikankom Blancom Selgado.

## Glazba
- Na Christopherovu CD playeru u autu svira "Comfortably Numb" Pink Floyda, u izvedbi Rogera Watersa s Van Morrisonom & The Bandom sa soundtracka za film Pokojni.
- Tijekom odjavne špice svira "Minos De Cobre (for Better Metal)" sastava Calexico.

## Vanjske poveznice
- "Kennedy and Heidi" u internetskoj bazi filmova IMDb-a